# Verrucaditha spinosa
Verrucaditha spinosa es una especie de arácnido del orden Pseudoscorpionida de la familia Tridenchthoniidae.

## Distribución geográfica
Se encuentra en el este de Estados Unidos.